# مفارقة الجد

بالأعلى: المسار الأصلي لكرة البلياردو.
بالمنتصف: كرة البلياردو تأتي من المستقبل، وتصطدم بنسختها الزمنية القديمة وتحولها عن دخول آلة الزمن.
بالأسفل: كرة البلياردو لم تدخل آلة الزمن قط، وهنا يظهر التناقض، ويجعل الأمر محل تساؤل فكيف لها الآن أن تدخل آلة الزمن لتمنع نفسها من الدخول وتغيير مسارها.

مفارقة الجد (بالإنجليزية: Grandfather paradox)‏ هي مفارقة من السفر في الوقت الذي يظهر تناقضات من خلال تغيير الماضي. ويأتي الاسم من وصف المفارقة: إذا قام شخص ما باختراع آلة زمن، ثم عاد بها إلى الوراء، وقابل جده ثم قتله قبل أن ينجب أطفالاً، فكيف وجد هذا الشخص في الأساس حتى يعود بالزمن لقتل جده. أستخدمت هذه المفارقة في نقد فرضية الرجوع بالزمن.. على الرغم من لقبه، فإن مفارقة الجد لا تعني على وجه الحصر تناقض قتل جده لمنع ولادة الطفل. بدلا من ذلك، فإن المفارقة تتعلق بأي عمل يغير الماضي، حيث أن هناك تناقضا كلما كان الماضي مختلفا عن الطريقة التي كان عليها.

## أمثلة مبكرة
وصف مفارقة الجد في وقت مبكر من عام 1931، وحتى ذلك الحين وصفت بأنها «الحجة القديمة لمنع ولادتك عن طريق قتل أجدادك». قصص الخيال العلمي المبكر التي تتناول المفارقة هي القصص القصيرة للأصوات الأجداد التي كتبها ناثانيل شاشنر، التي نشرت في عام 1933، وكتاب عام 1943 من قبل رينيه بارجافيل فيوتشر تايمز ثلاثة.

## المتغيرات
تشمل مفارقة الجد أي تغيير في الماضي، وهي يحتوي العديد من الاختلافات. الفيزيائي جون غاريسون وآخرون تعطي تنوعا من مفارقة الدائرة الإلكترونية التي ترسل إشارة من خلال آلة الزمن لإغلاق نفسها، ويتلقى إشارة قبل أن يرسلها. ومن المفارقات المعادلة المعروفة في الفلسفة بأنها أوتينوانتيسيد، تعود في الوقت المناسب وقتل نفسه كطفل رضيع.
وهناك نوع آخر من مفارقة الجد هو «مفارقة هتلر» أو «مفارقة قتل هتلر»، وهي حيلة متكررة إلى حد ما في الخيال العلمي، حيث يسافر بطل الرواية في الوقت المناسب لقتل أدولف هتلر قبل أن يتمكن من إثارة الحرب العالمية الثانية والهولوكوست. وبدلا من أن يكون ذلك بالضرورة مانعاً من السفر عبر الزمن، فإن هذا الإجراء يلغي أي سبب للسفر، إلى جانب أي معرفة بأن السبب كان موجودا، وبالتالي إزالة أي نقطة في السفر في الوقت المناسب في المقام الأول. بالإضافة إلى ذلك، فإن عواقب وجود هتلر هائلة جدا، بحيث تشمل كل من ولد بعد الحرب، من المرجح أن ولادتهم تأثرت بطريقة ما بآثاره، وبالتالي فإن النسب النسبية للمفارقة تنطبق مباشرة في بعض الطريقة.
ويدعو البعض إلى اتباع نهج موازي للكون إزاء مفارقة الجد. عندما يقتل المسافر عبر الزمن جده، فهو في الواقع قتل نسخة الكون الموازي من جده، بينما يبقى كون المسافر الأصلي بدون تغيير. ويقال أنه منذ لحظة وصول المسافر فإن تاريخ الكون يختلف ولا يعتبر تاريخه الأصلي، وهذا لا يعتبر سفراً «حقيقياً» الوقت. في متغيرات أخرى، فإن إجراءات مسافر الزمن ليس لها تأثير خارج تجربتهم الشخصية، كما هو مبين في قصة ألفريد بيستر القصيرة الرجال الذين قتلوا محمد

## التحليل الفلسفي
وحتى من دون معرفة ما إذا كان السفر إلى الماضي ممكنا فعليا، يمكن استكشاف مفارقة الجد من منظور منطقي. التناقض هو التناقض المنطقي الذي ينبع من تغيير الماضي (أو الحاضر، أو المستقبل) من الطريقة التي هي عليه: أن ما حدث قد حدث بطريقة واحدة، ولا توجد إمكانية لهذا الحدث أن يحدث بطريقة مختلفة. ثم، منطقيا، تغيير الماضي (أو الحاضر، أو المستقبل) من ما ينتج عنه تناقض، مما يعني أن تغيير الماضي مستحيل. لا تزال هناك إمكانية منطقية من السفر إلى الوراء في الوقت المناسب وتحديد الأحداث كما هي، على سبيل المثال مسافر في الزمن يعتزم قتل جده ولكن بدلا من ذلك قتل شخصاً ليس جده بالخطأ.
وقد دفع النظر في مفارقة الجد البعض إلى فكرة أن السفر عبر الزمن بطبيعته متناقض ومن ثم مستحيل منطقيا. على سبيل المثال، جعل الفيلسوف برادلي دودن هذا النوع من الحجة في كتاب التفكير المنطقي، بحجة أن إمكانية خلق تناقض القواعد من الوقت السفر إلى الماضي تماما. ومع ذلك، يعتقد بعض الفلاسفة والعلماء أن السفر إلى الزمن في الماضي ليس من المستحيل منطقيا شريطة عدم وجود إمكانية لتغيير الماضي، على سبيل المثال، من خلال مبدأ الاتساق الذاتي نوفيكوف. وراجع برادلي دودن نفس الرأي أعلاه بعد اقتناعه بذلك في تبادل مع الفيلسوف نورمان سوارتز.
النظر في إمكانية السفر في الزمن عبر الماضي في وقت افتراضي في الكون الافتراضي الذي وصفه مقياس غودل قاد لوجيشيان الشهير كورت غودل للتأكيد على أن الوقت قد يكون في حد ذاته نوعا من الوهم ويقترح شيئا على طول الخطوط من عرض الوقت كتلة في أي وقت هو مجرد بعد آخر مثل الفضاء، مع جميع الأحداث في جميع الأوقات يجري إصلاحها ضمن هذا 4 "الأبعاد" كتلة "

## نوفيكوف مبدأ الاتساق الذاتي
ويعبر مبدأ الاتساق الذاتي نوفيكوف عن وجهة نظر واحدة حول كيفية السفر إلى الماضي وأنها ستكون ممكنة على شرط عدم توليد أي مفارقات. ووفقا لهذه الفرضية، يمكن للفيزياء الموجودة في أو بالقرب من منحنيات تلسكوبية مغلقة (آلات الزمن) أن تكون متسقة مع القوانين العالمية للفيزياء، وبالتالي لا يمكن إلا أن تحدث أحداث متسقة ذاتيا. أي شيء المسافر في الماضي يجب أن يكون جزءا من التاريخ على طول، والمسافر وقت لا يمكن أبدا أن تفعل أي شيء لمنع الرحلة مرة أخرى في الوقت من الحدوث، لأن هذا من شأنه أن يمثل عدم الاتساق. نوفيكوف وآخرون. استخدم المثال الذي قدمه الفيزيائي جوزيف بولشينسكي لمفارقة الجد، من كرة البلياردو توجه نحو آلة الزمن: تنبع الذات القديمة للكرة من آلة الزمن وتضرب نفسها الأصغر سنا بحيث لا يدخل صغرها أبدا آلة الزمن. نوفيكوف وآخرون. أظهرت كيف يمكن حل هذا النظام بطريقة متسقة ذاتيا تتجنب المفارقة الجد، على الرغم من أنه يخلق حلقة سببية.
وقد اقترح سيث لويد وغيره من الباحثين في معهد ماساتشوستس للتكنولوجيا نسخة موسعة من مبدأ نوفيكوف، والتي تنص على احتمال الانحناءات لمنع حدوث مفارقات. ستصبح النتائج غريبة عندما يقترب المرء من الفعل المحظور، حيث يجب على الكون أن يفضل الأحداث غير المحتملة لمنع الأحداث المستحيلة.

## الفيزياء الكمومية
يقول الفيزيائي ديفيد ديوتسش أن الحوسبة الكمومية مع تأخر سلبي في زمن السفر - تنتج فقط حلول متسقة ذاتيا، والمنطقة التي تنتهك التسلسل الزمني تفرض قيودا غير واضحة من خلال التفكير الكلاسيكي. في عام 2014، نشر الباحثون محاكاة محاكاة نموذج الألماني مع الفوتونات. يستخدم ديوتسش مصطلحات «الأكوان المتعددة» في ورقته في محاولة للتعبير عن الظواهر الكمومية، لكنه يشير إلى أن هذه المصطلحات غير مرضية. وقد اتخذ آخرون هذا يعني أن «السفر الوقت الألماني» ينطوي على أكوان متعددة من أجل حل مفارقة الجد.